# 熱海市立桃山小学校
熱海市立桃山小学校（あたみしりつ ももやましょうがっこう）は、静岡県熱海市桃山町にある公立小学校。通称は「桃小（ももしょう）」。児童は「桃っ子（ももっこ）」。

## 沿革
- 1955年（昭和30年）9月3日 -　熱海市議会において林ヶ久保敷地買収並びに学校設置を決議
- 1956年（昭和31年）4月1日 -  熱海市立桃山小学校として設置許可
- 1956年（昭和31年）4月2日 -  開校式挙行(仮校舎　旧第一小学校）
- 1956年（昭和31年）11月20日 -  竣工引渡し完了新校舎へ移動
- 1960年（昭和35年）9月3日 -  PTA推奨服決定
- 1960年（昭和35年）11月5日 -  物置・学級園・観察池完成
- 1960年（昭和35年）11月7日 -  創立5周年記念式挙行　校旗、校歌制定
- 1962年（昭和37年）1月18日 -  体育館落成
- 1962年（昭和37年）2月10日 -  京都・新潟・熱海桃山小学校交歓会
- 1964年（昭和39年）9月26日 -  校門門扉完成
- 1965年（昭和40年）10月4日 -  プール完成
- 1966年（昭和41年）2月24日 -  創立10周年記念式挙行　桃山体操服制定
- 1966年（昭和41年）11月15日 -  学研研究賞受賞
- 1969年（昭和44年）12月1日 -  栽培センター小屋完成
- 1970年（昭和45年）8月27日 -  日本PTA全国協議会より表彰を受ける
- 1973年（昭和48年）11月27日 - 県学校保健会より学校環境優良校として表彰を受ける
- 1975年（昭和50年）11月19日 -  給食優良校文部大臣表彰
- 1975年（昭和50年）11月21日 - 創立20周年記念式挙行（記念像・テレビ設備）
- 1977年（昭和52年）5月31日 - 門扉工事完了
- 1982年（昭和57年）11月2日 - 健康優良校全国表彰
- 1984年（昭和59年）7月18日 - 新校舎第一期校舎へ移転
- 1985年（昭和60年）3月27日 - 新校舎落成式挙行
- 1985年（昭和60年）6月19日 - 日本テレビ「ズームイン!!朝!」生中継
- 1985年（昭和60年）7月19日 - グアム島児童生徒達との交歓会
- 1985年（昭和60年）9月26日 -  創立30周年記念運動会
- 1985年（昭和60年）11月27日 -  第1回「桃っ子学校」（27日 - 30日）
- 1986年（昭和61年）11月28日 -  サンレモ親善使節団来校
- 1988年（昭和63年）3月8日 -   NHKロケ5・6年生出演（テレビドラマ『お父さん入門』）
- 1988年（昭和63年）3月16日 -   NHK教育テレビ取材
- 1990年（平成2年）7月3日 -   ポルトガル共和国カスカイス市親善使節団学校訪問
- 1992年（平成4年）9月5日 -   滑り台完成・贈呈式（桃源会寄贈）
- 1994年（平成6年）11月9日 -   第10回「桃っ子学校」（9日 - １２日）
- 1994年（平成6年）11月16日 -   給食優良校・文部大臣表彰
- 1995年（平成7年）8月1日 -   運動場全面改修
- 1995年（平成7年）10月26日 -   創立40周年記念式挙行（各教室テレビ及びビデオの入れ替え）
- 2004年（平成16年）11月10日 -   第20回「桃っ子学校」(10日 - 13日）
- 2006年（平成18年）2月7日 -   創立50周年記念式典
- 2007年（平成19年）7月11日 -   第1回学校関係者評価委員会「桃っ子を考える会」開催
- 2008年（平成20年）5月23日 -　アメフトチームオービックシーガルズによるフラッグフットボール教室開催[1]
- 2008年（平成20年）11月6日 -　キャリア教育の推進（2日間の職場体験実習）（6日～7日）
- 2009年（平成21年）7月11日 -　 桃小キャリア教育の充実（思いやり夢学校・思いやり夢先生等）
- 2010年（平成22年）7月7日 -　 運動場電波時計設置
- 2010年（平成22年）7月 -　夢先生として写真家荒多惠子が来校。
- 2011年（平成23年）5月5日 -　 3分間8の字跳びギネス記録達成（461回）[2]
- 2012年（平成24年）2月9日 -　 はごろも教育研究奨励賞｢学校賞」受賞
- 2012年（平成24年）7月20日 -　 夢学校に羊毛フェルト作家鈴木千晶が1日講師[3]
- 2012年（平成24年）11月5日 -　夢先生として体操競技選手の水鳥寿思が来校。[4]
- 2013年（平成25年）6月16日 -　夢先生としてコレジャナイロボ等で知られるザリガニワークスの二人が来校 [5]
- 2013年（平成25年）7月5日 -　 夢学校に羊毛フェルト作家 鈴木千晶が昨年に引き続き1日講師に[6]
- 2014年（平成26年）6月18日 -　 第30回「桃っ子学校」(18日 - 21日）
- 2014年（平成26年）12月10日 -　特別夢先生としてレーシングドライバーの佐藤琢磨が来校。
- 2015年（平成27年）1月14日 -　 夢先生として消しゴムはんこ作家津久井智子[7]が来校 [8]
- 2015年（平成27年）9月29日 -　 夢先生として元スピードスケートショートトラック選手 勅使川原郁恵が来校。[9]
- 2015年（平成27年）11月13日 -　 創立60周年記念式典[10]
- 2016年（平成28年）7月7日 -　 学校保健授業の講師（夢先生）として勅使川原郁恵が再来校[11]
- 2017年（平成29年）5月17日 -　 夢先生としてロンドンオリンピック　フェンシング銀メダリストである千田健太が来校。[12]
- 2017年（平成28年）10月18,19日 -　 夢先生としてダンスアーティスト（体奏家）の新井英夫が来校[13]
- 2017年（平成28年）11月9日 -　 学校保健授業の講師（夢先生）として勅使川原郁恵が3年連続来校[14]
- 2017年（平成28年）12月9日 -　 静岡教弘研究論文 学校部門 優秀校受賞
- 2018年（平成30年）10月29,30日 -　 夢先生として振付師・ダンサーの東野祥子 来校
- 2019年（令和1年）10月30日 -　 夢先生として音楽家 片岡祐介 鈴木潤 来校
- 2020年（令和2年）12月15日 -　 GIGAスクール タブレット納入
- 2022年（令和4年）10月26日 -　 夢先生として現代美術家ユニット深沢アート研究所（山添ジョセフ勇＋カブ）来校
- 2023年（令和5年）3月9日 -　 新ブックタウン（図書室） 利用開始

### 歴代校長
- 初代　大岡博（昭和31年度ー33年度）
- 二代　佐野 三郎（昭和34年度ー36年度）
- 三代　岩崎 三利（昭和37年度ー40年度）
- 四代　杉山 義一（昭和41年度ー42年度）
- 五代　日吉 弘（昭和43年度ー44年度）
- 六代　釜谷 寛信（昭和45年度ー46年度）
- 七代　城 尚（昭和47年度ー50年度）
- 八代　岡田 勉（昭和51年度ー52年度）
- 九代　川井 和雄（昭和53年度ー56年度）
- 十代　岩澤 昭（昭和57年度ー58年度）
- 十一代　吉村 新一（昭和59年度ー61年度）
- 十二代　久保田 道弘（昭和62年度ー64年度）
- 十三代　山内 馨（平成元年度ー2年度）
- 十四代　小林 健一（平成3年度ー4年度）
- 十五代　井沢　一頼（平成5年度ー6年度）
- 十六代　高石 文夫（平成7年度ー9年度）
- 十七代　芹澤 安正（平成10年度ー11年度）
- 十八代　山田 裕美（平成12年度ー13年度）
- 十九代　山中 文明（平成14年度ー18年度）
- 二十代　永岡 源一（平成19年度ー21年度）
- 二十一代　新堀 由美（平成22年度ー23年度）
- 二十二代　山田 勲（平成24年度ー28年度）
- 二十三代　坂本貴一（平成29年度ー30年度）
- 二十四代　太田和夫（平成31年度ー令和2年度）
- 二十五代　内藤弘美（令和３年度ー令和4年度）
- 二十六代　佐藤正和（令和5年度ー

## 交通
- JR東日本、JR東海東海道本線 熱海駅下車、徒歩20分（438m）

## 周辺
- MOA美術館
- 熱海市立熱海中学校

## PTA活動
PTAのスポーツチームとして、男性PTAで編成されたソフトボール・チームの「ジェントルズ」、女性PTAで構成されたバレーボール・チーム「ピンキーズ」がある。このエリアのチームは本来、現PTAで編成されるべきものであるが、PTAのOB、OGの参加も許されている。